# RWE (azienda)
La RWE AG (fino al 1990: Rheinisch-Westfälisches Elektrizitätswerk AG) è una compagnia elettrica tedesca fondata nel 1898, con sede ad Essen.

## Storia
Tramite le sue società controllate, distribuisce elettricità (ma anche gas e acqua) ad oltre 120 milioni di clienti, principalmente in Europa e Nord America. La RWE è il secondo maggior produttore di elettricità tedesco (dopo la E.ON).
Le controllate della RWE comprendono:
- RWE Renewables GmbH
- RWE Supply & Trading GmbH
- RWE Power AG
- RWE Generation SE